# Toxops montanus
Genre
Espèce
Toxops montanus, unique représentant du genre Toxops, est une espèce d'araignées aranéomorphes de la famille des Toxopidae.

## Distribution
Cette espèce est endémique de Tasmanie en Australie. Elle se rencontre sur le mont Wellington

## Description
Le mâle mesure 2,78 mm et la femelle 2,90 mm.

## Publication originale
- Hickman, 1940 : The Toxopidae, a new family of Spiders. Papers and Proceedings of the Royal Society of Tasmania, vol. 1939, p. 125-130 (texte intégral).